# Okup Wielki (gromada)
Okup Wielki – dawna gromada, czyli najmniejsza jednostka podziału terytorialnego Polskiej Rzeczypospolitej Ludowej w latach 1954–1972.
Gromady, z gromadzkimi radami narodowymi (GRN) jako organami władzy najniższego stopnia na wsi, funkcjonowały od reformy reorganizującej administrację wiejską przeprowadzonej jesienią 1954 do momentu ich zniesienia z dniem 1 stycznia 1973, tym samym wypierając organizację gminną w latach 1954–1972.
Gromadę Okup Wielki siedzibą GRN we Okupie Wielkim utworzono – jako jedną z 8759 gromad na obszarze Polski – w powiecie łaskim w woj. łódzkim, na mocy uchwały nr 31/54 WRN w Łodzi z dnia 4 października 1954. W skład jednostki weszły obszary dotychczasowych gromad Okup Wielki, Okup Mały i Zielencice oraz kolonia Bilew z dotychczasowej gromady Bilew ze zniesionej gminy Pruszków, a także obszar dotychczasowej gromady Kopyść i siedziba Nadleśnictwa Państwowego Szadek z dotychczasowej gromady Borszewice ze zniesionej gminy Bałucz w tymże powiecie. Dla gromady ustalono 13 członków gromadzkiej rady narodowej.
1 lipca 1968 gromadę zniesiono, a jej obszar włączono do gromad: Marzenin (wieś Okup Wielki, wieś Grabina, wieś Okup Mały, kolonię Bilew oraz wieś i parcelę Zielencice) i Bałucz (wieś i parcelę Kopyść, wieś Mikołajówek oraz stację kolejową Borszewice) w tymże powiecie.